# Ride wit Us or Collide wit Us
Ride wit Us or Collide wit Us — первый альбом группы Outlawz, выпущенный 7 ноября в 2000 году. Тогдашний состав Outlawz состоял из Young Noble, Napoleon, Kastro и E.D.I., Hussein Fatal в 1999 году был заключён в тюрьму.

## Список композиций
1. Intro
2. Outlaw 2000 при участии Akwylah
3. Life Is What You Make It
4. Black Rain при участии Val Young
5. Hang On при участии Hellraza aka Muszamil и Ya-Yo
6. Soldier to a General
7. When I Go при участии Val Young
8. Who? при участии Phats Bossi и Akwylah
9. The Nyquill Theory (Interlude)
10. Fuck With Me (Видеоверсия: Thug With Me)
11. Get Paid при участии TQ
12. Good Bye при участии Coolio, Divine и Hellraza aka Muszamil
13. Mask Down при участии Ya-Yo и H-Ryda
14. Nobody Cares
15. Geronimo Ji Jaga (Interlude)
16. Maintain при участии Supreme C и Hellraza aka Muszamil
17. Smash при участии Bad Azz, Spice 1 и Low Lifes
18. Jersey Mob (Interlude)
19. Murder Made Easy при участии Jerzey Mob

## Чарты
| Чарт (2000)                           | Позиция |
| ------------------------------------- | ------- |
| U.S. Billboard 200                    | 95      |
| U.S. Billboard Top Independent Albums | 6       |